# Campo Santo (Berlin)

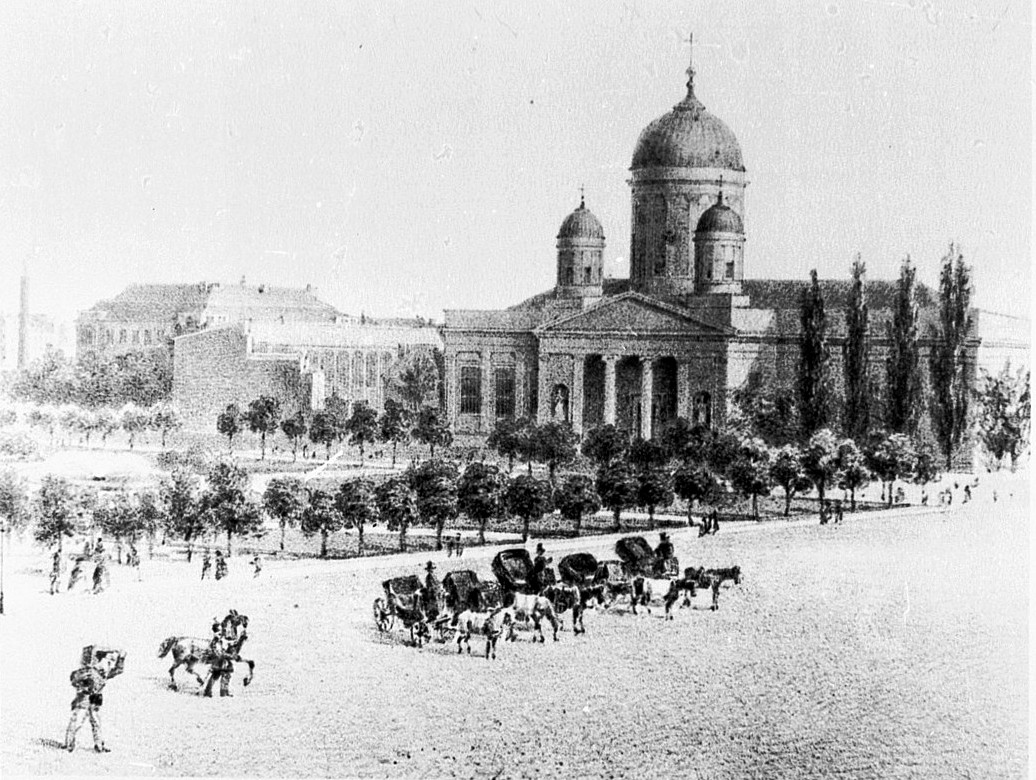
Blick vom Berliner Schloss auf den Schinkel-Dom und den links davon liegenden Campo Santo. Graphik von R. Meinhardt, 1860.

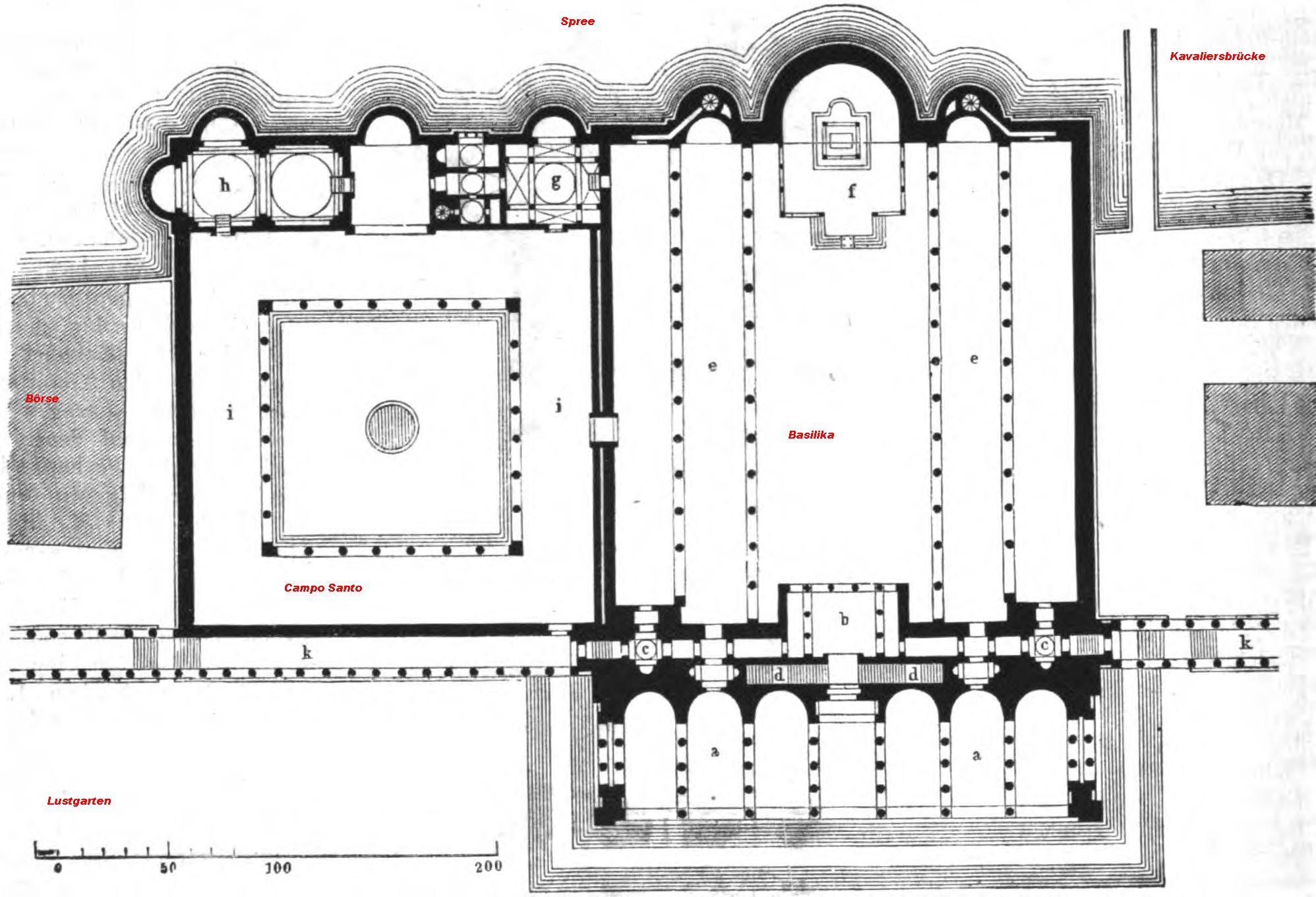
Der Entwurf von F. A. Stüler für den Neubau des Berliner Doms sah neben der in die Spree hineinragenden Basilika einen quadratischen Begräbnisplatz für die königliche Familie vor (Campo Santo). Zeichnung von F. A. Stüler, 1844.

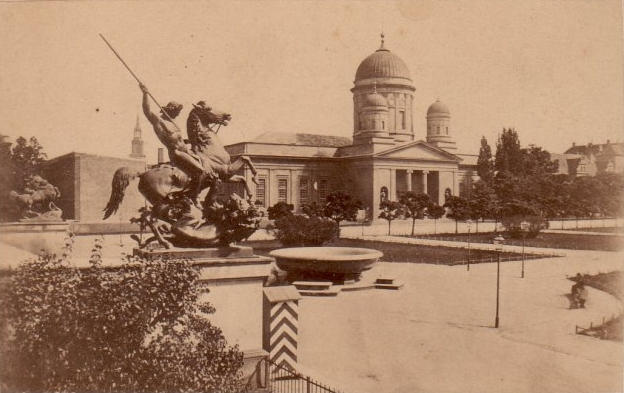
Ansicht des Berliner Doms mit dem Campo Santo (links, hinter der Reiterstatue), der von einer mehrere Meter hohen fensterlosen Mauer umgeben war. Foto um 1850.

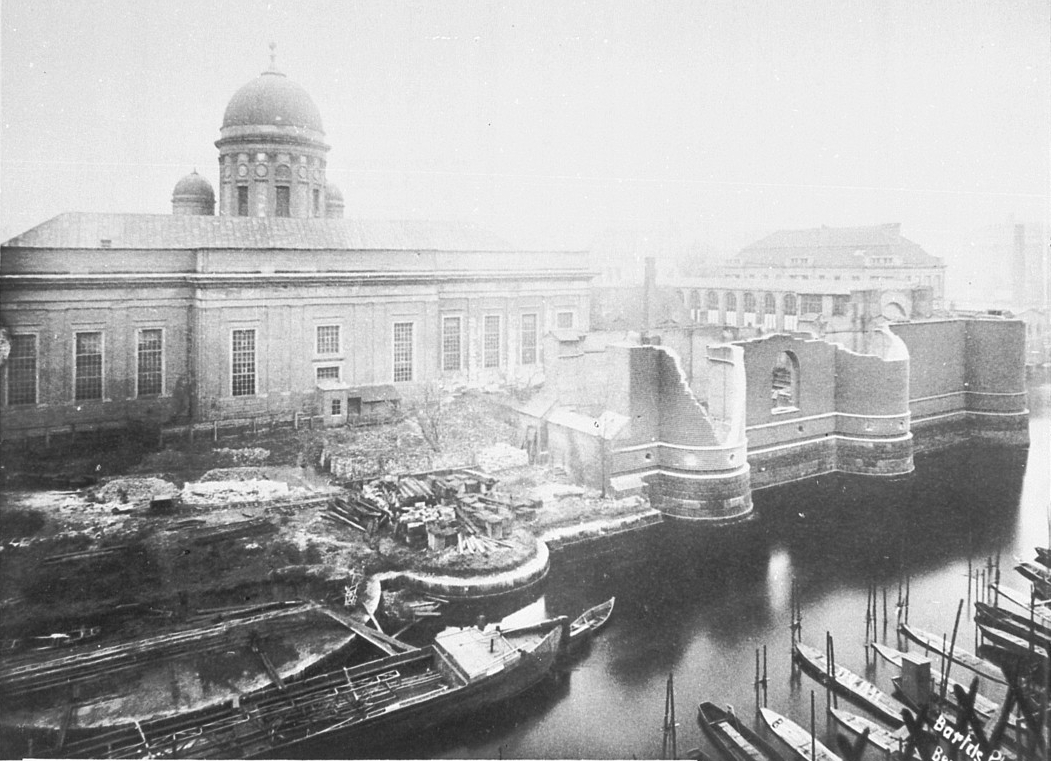
Blick von der Spree auf die Rückseite des Berliner Doms. Hinter den Ruinen des unvollendeten Domneubaus von F. A. Stüler sind rechts die Arkaden des Campo Santo sichtbar. Foto: 1891.

Der Campo Santo in Berlin war eine pompöse Friedhofshalle mit Begräbnisplätzen am Berliner Dom im Lustgarten. Die nie vollständig fertiggestellte Anlage bestand von ca. 1848 bis zum Neubau des Doms 1894.

## Campo Santo
Als Campo Santo (von lat. campus sanctus = heiliges Feld, ein geweihter Acker in der Bedeutung Gottesacker, Friedhof) wird im Italienischen insbesondere der Vorhof eines Friedhofs bezeichnet, „ein nach außen geschlossener, nach innen durch Arkaden offener, ins Viereck gebauter Umgang mit den Begräbnisstätten um das Gemeinwesen verdienter Männer“. Der berühmteste Campo Santo datiert aus dem 13. Jahrhundert, als die Stadt Pisa eine solche Anlage dem Gedächtnis großer um die Republik verdienter Pisaner weihte.

## Pläne für einen neuen Dom
Im Rahmen der Planungen für den Abriss des 1750 von Johann Boumann errichteten und 1821 von Karl Friedrich Schinkel umgestalteten Domes und eines Domneubaus an derselben Stelle am Berliner Lustgarten beabsichtigte König Friedrich Wilhelm IV. am Anfang der 1840er Jahre neben dem Dom einen königlichen Begräbnisplatz einzurichten. Ähnlich wie der Campo Santo in Pisa sollte der Friedhof der königlichen Familie mit einer Halle umgeben werden, welche sich nach innen (ähnlich den mittelalterlichen Kreuzgängen) öffnete, nach außen aber geschlossene Mauern hatte. Sie sollte als Grablege für die Familie der Hohenzollern dienen. Der Entwurf des Architekten Friedrich August Stüler für den Neubau des Domes in Form einer fünfschiffigen Basilika mit angeschlossenem Campo Santo wurde 1844 von König Friedrich Wilhelm IV. gebilligt (vgl. Entwurfszeichnung).

## Vom Waschhaus zum Campo Santo
Als einleitende Maßnahme für diese Umgestaltung des Domgeländes und den Domneubau, der von dem Architekten Friedrich August Stüler durchgeführt werden sollte, wurde 1845 bereits das neben dem alten Dom bestehende profane und unansehnliche Königliche Waschhaus abgerissen, in dem die persönliche Leibwäsche der königlichen Familie gewaschen wurde. Für den geplanten Campo Santo, wie der König selbst die Anlage gerne nannte, wurde in den Folgejahren auf dem Platz des alten Waschhauses bereits eine mehrere Meter hohe fensterlose Umfassungsmauer errichtet (vgl. Abbildungen). Weiterhin wurde bis 1848 an der Spreeseite an den Fundamenten für die neue Basilika gearbeitet. Der alte Dom sollte dabei so lange wie möglich weiter genutzt werden.

## 20 Jahre vergebliche Arbeit
König Friedrich Wilhelm IV. beauftragte auch den für seine Monumentalbilder berühmten Maler Peter von Cornelius mit der künstlerischen Ausgestaltung der Anlage. Cornelius sollte die gewaltigen Wandflächen des Campo Santo mit Fresken schmücken. Der Kunsthistoriker Görling urteilt: „Ein grossartigerer Auftrag ist selten oder nie, seit der Ausmalung der Sixtinischen Kapelle und der Stanzen des Vaticans einem einzigen grossen Künstler zu Theil geworden, und es ist begreiflich, dass das Bewusstsein von der Grösse der Aufgabe erhebend auf die Kraft des Meisters wirkte, der mit diesem Cyklus sich selbst das ehrenvollste Denkmal setzen und seiner künstlerischen Laufbahn das letzte Siegel aufdrücken sollte.“
Cornelius arbeitete schließlich zwischen 1844 und 1863 an einem monumentalen Freskenzyklus für den geplanten Stülerschen Dom und insbesondere für den Campo Santo. Wegen der Revolution von 1848 und der sich anschließenden langwierigen und kontroversen öffentlichen Diskussionen über die Gestaltung des Domgeländes konnten die Pläne von König Friedrich Wilhelm IV., der am 2. Januar 1861 verstarb, nicht verwirklicht werden. Die von Peter von Cornelius erstellten Entwürfe – nach Einschätzung von Kunsthistorikern sein bedeutendstes Werk – waren damit durch die Entwicklung überholt. Sie werden heute zum Teil als Kartons in der Nationalgalerie in Berlin aufbewahrt.

Peter von Cornelius – Entwürfe zum Freskenzyklus (Kartons)
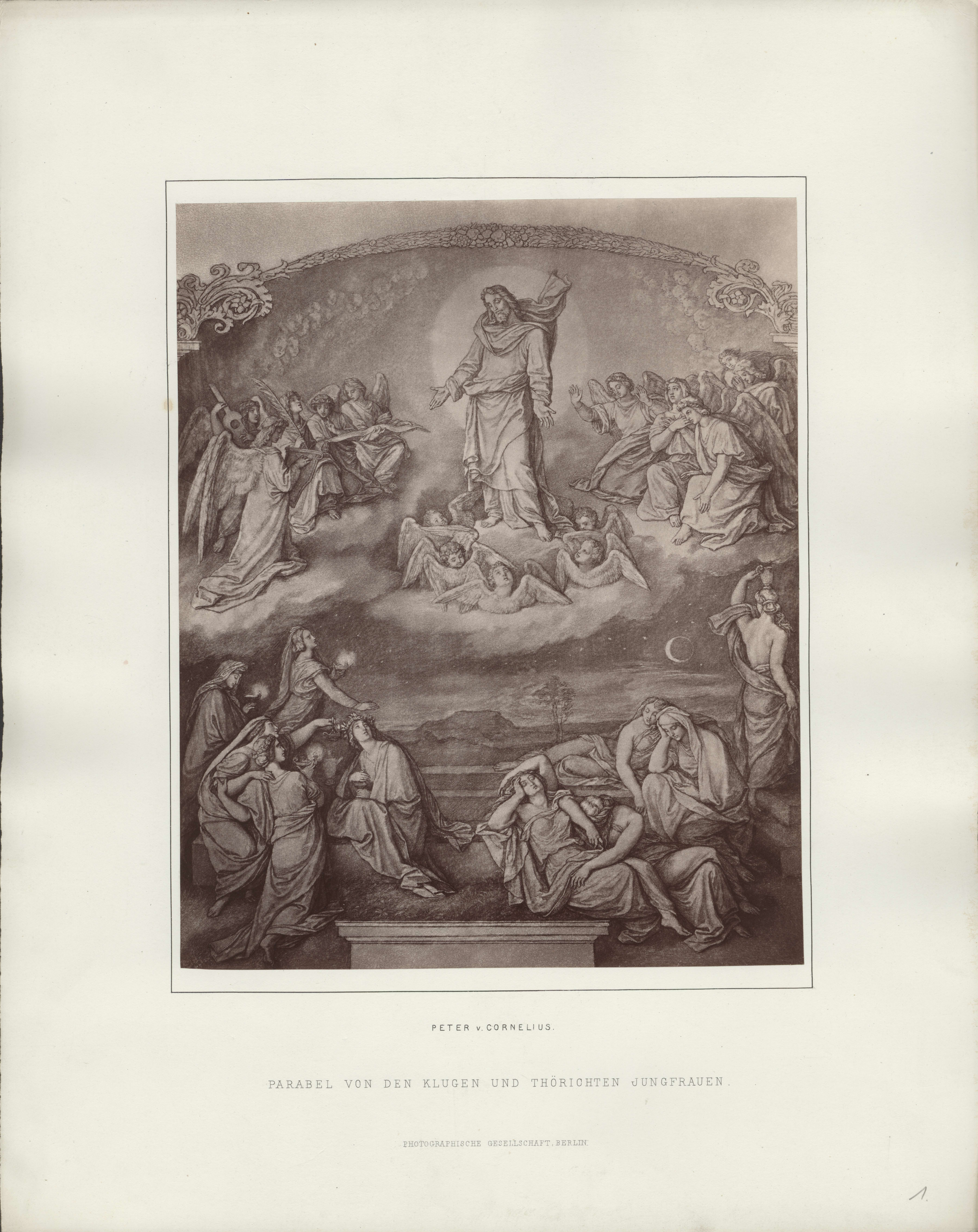
Parabel von den klugen und thörichten Jungfrauen
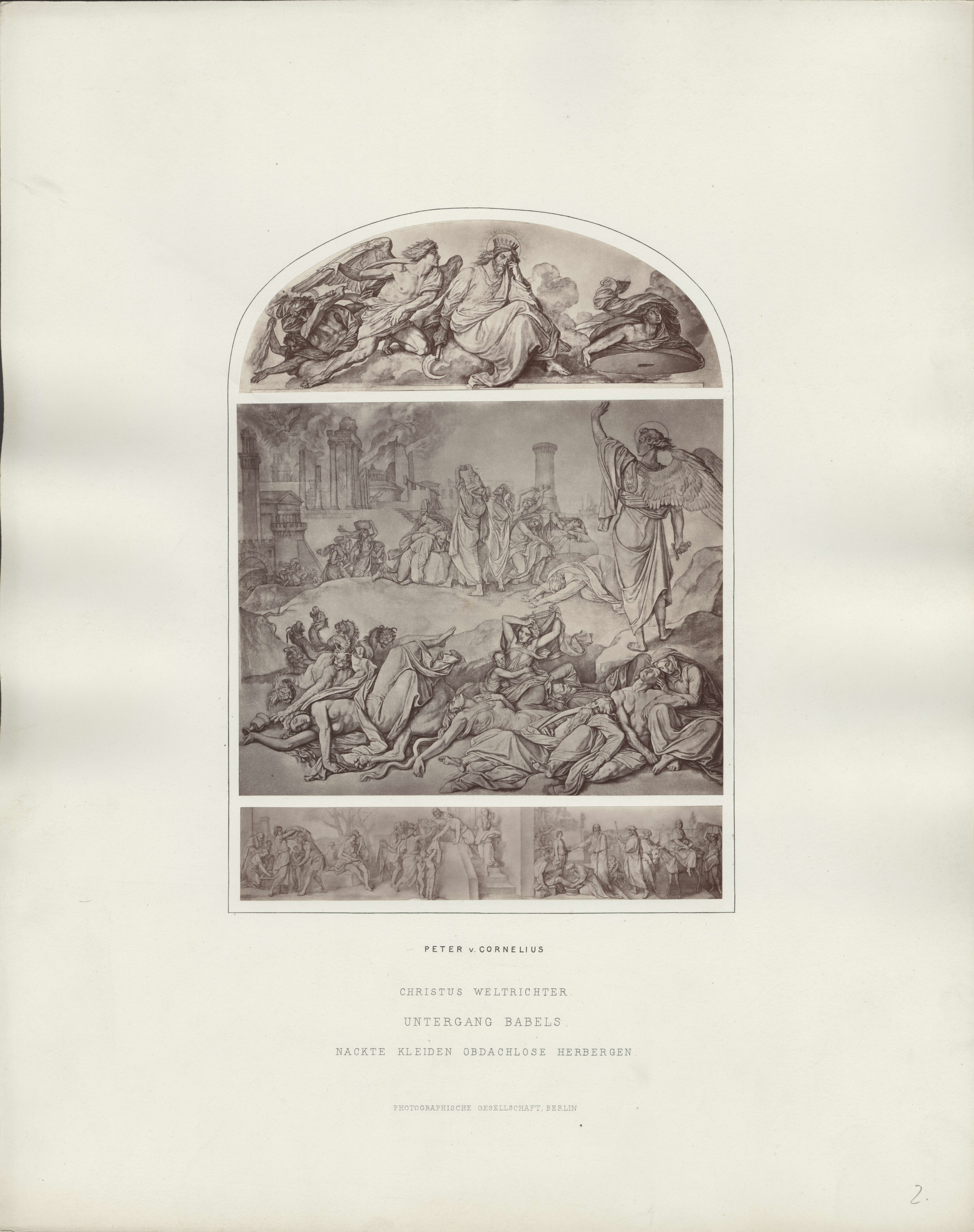
Christus als Richter Untergang Babels Nackte kleiden, Obdachlose herbergen
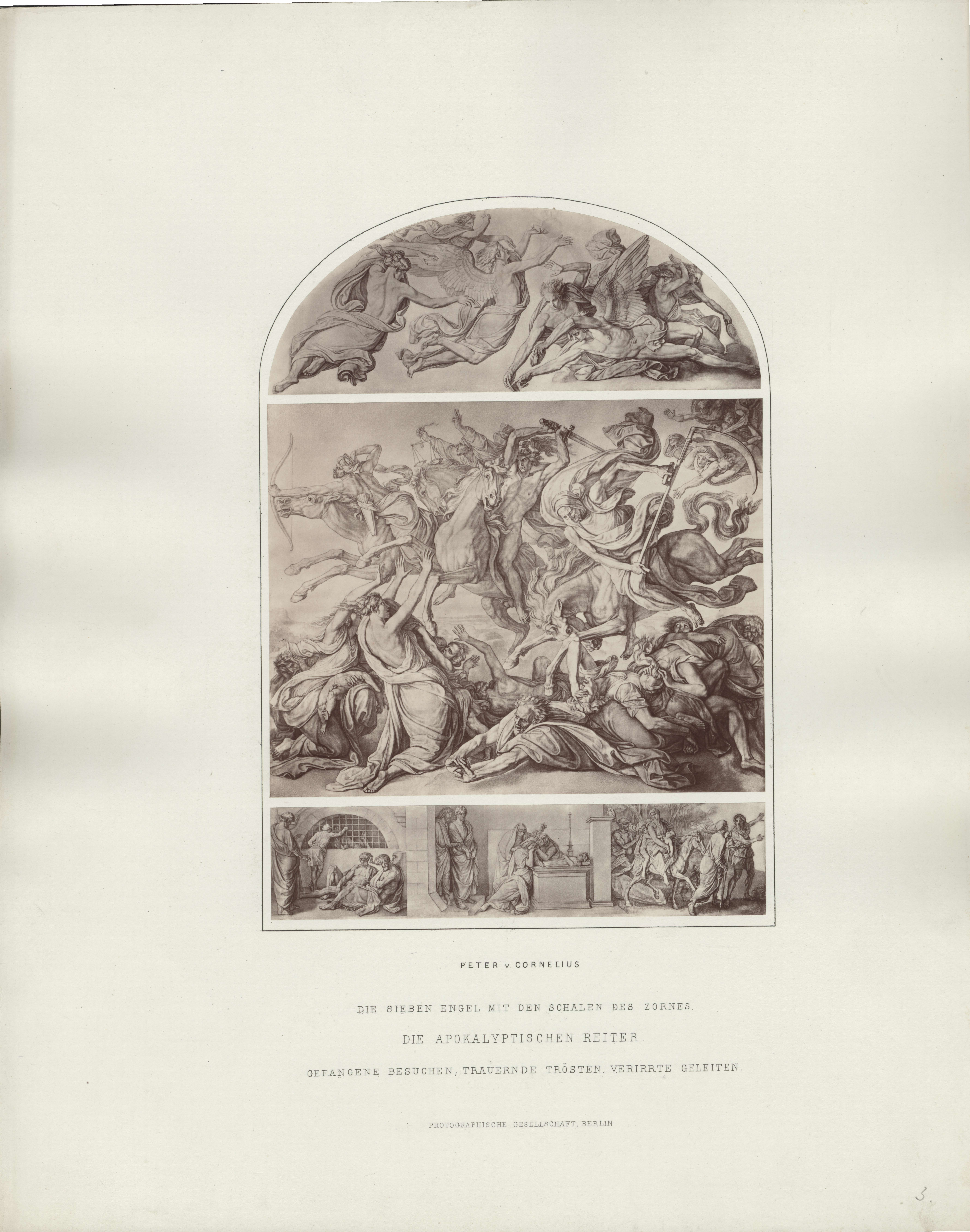
Die sieben Engel mit den Schalen des Zornes Die apokalyptischen Reiter Gefangene besuchen, Trauernde trösten, Verirrte geleiten
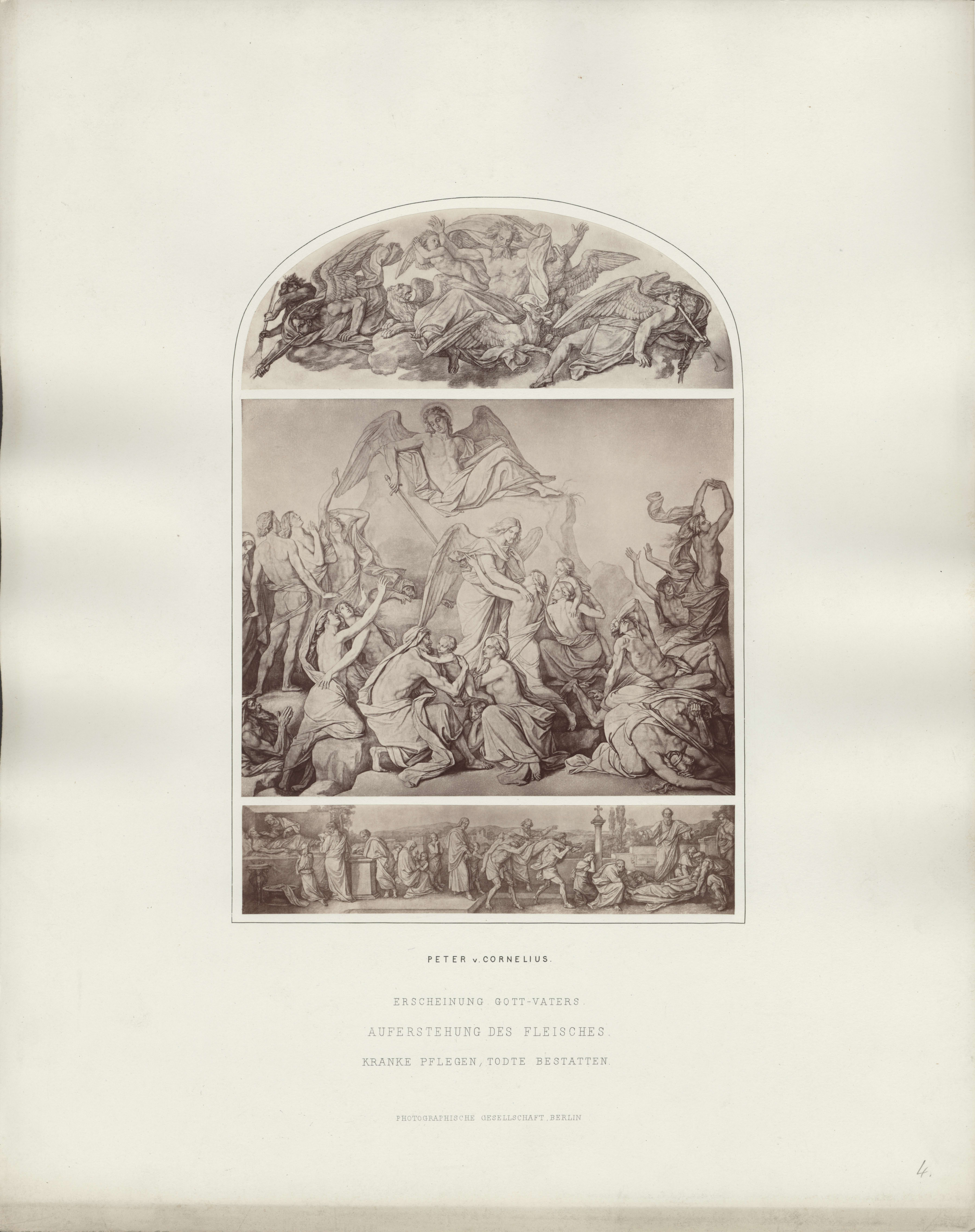
Erscheinung Gott Vaters Auferstehung des Fleisches Kranke pflegen, Todte bestatten
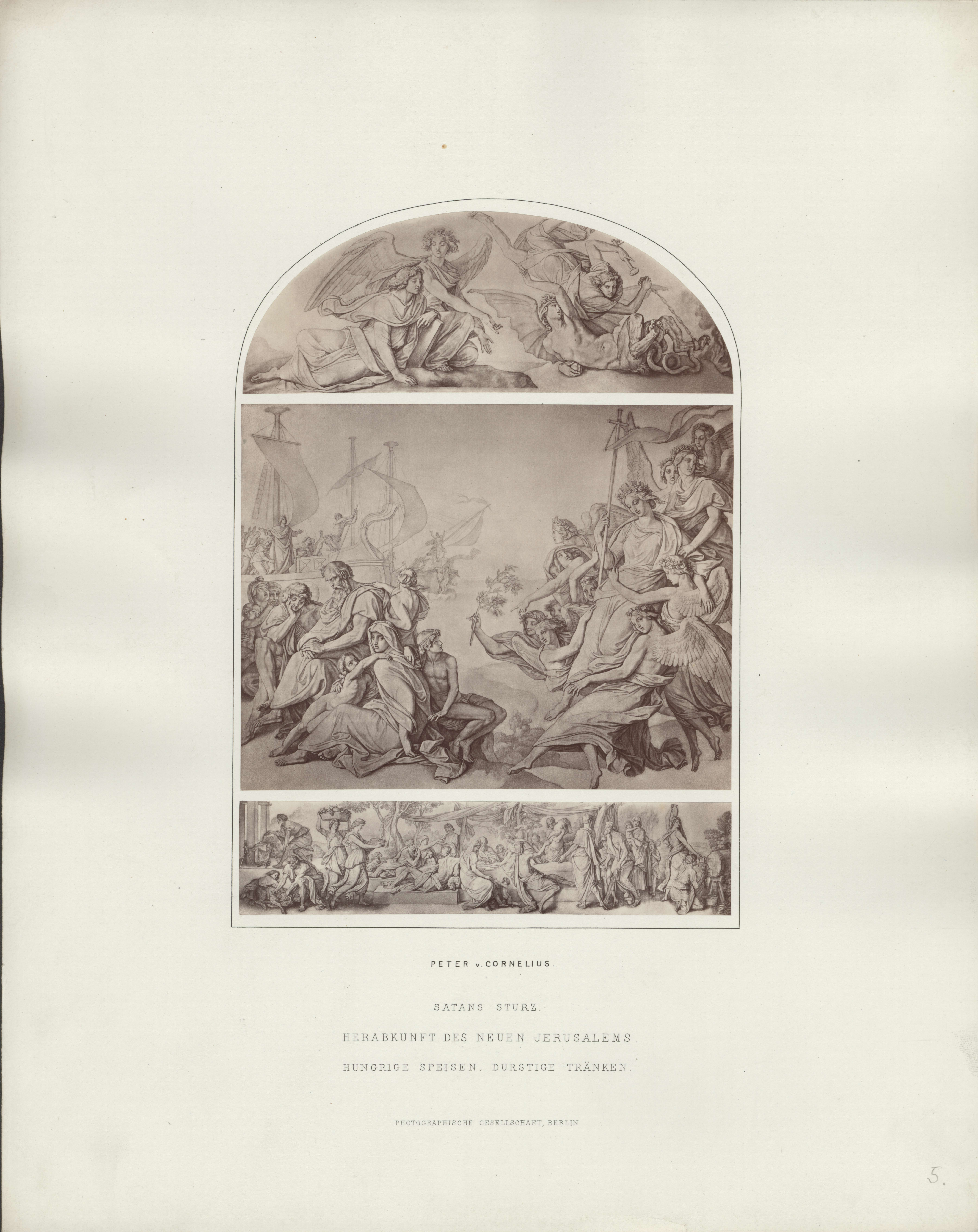
Satans Sturz Herabkunft des neuen Jerusalem Hungrige speisen, Durstige tränken
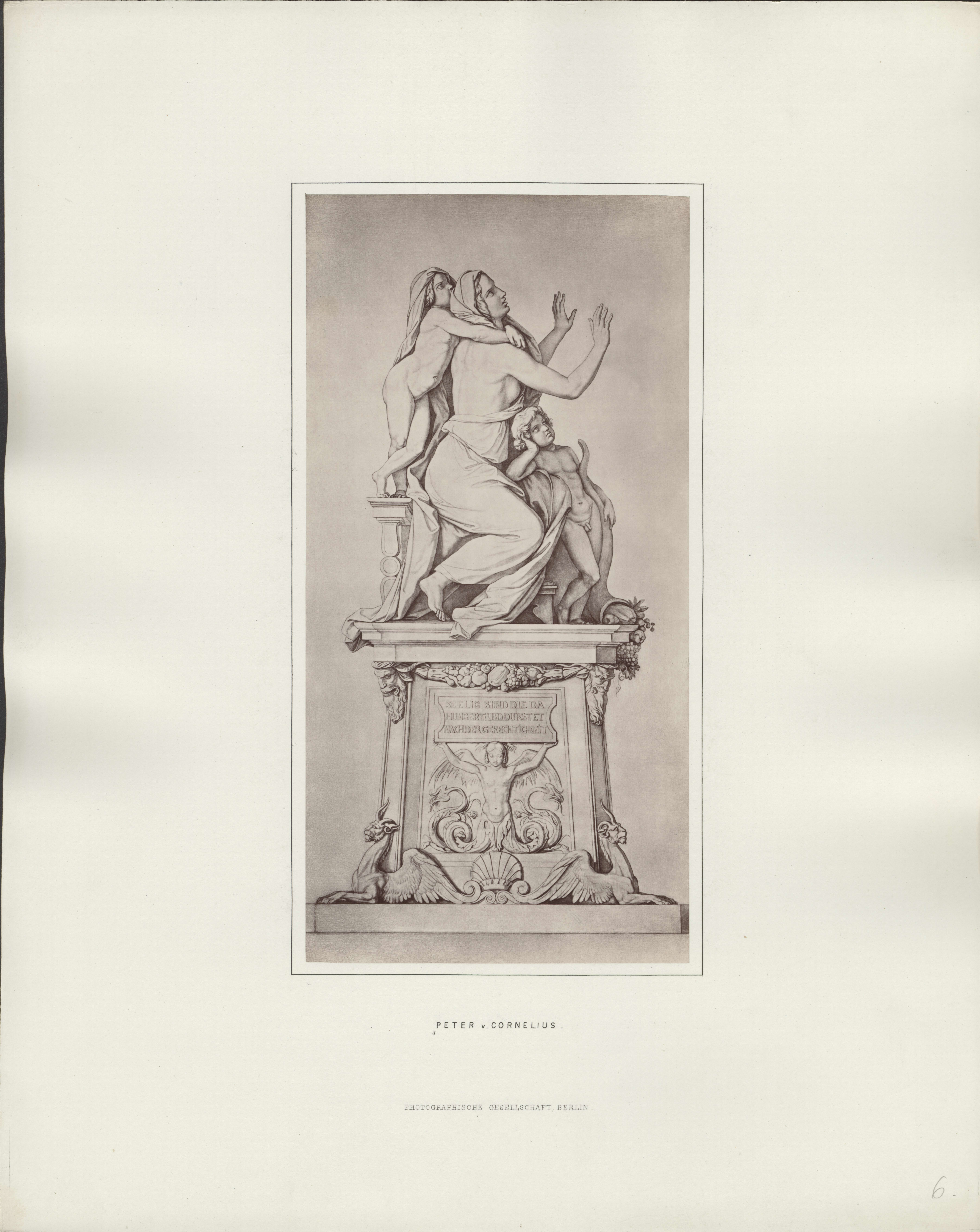
„Selig sind, die da hungert und dürstet nach der Gerechtigkeit.“
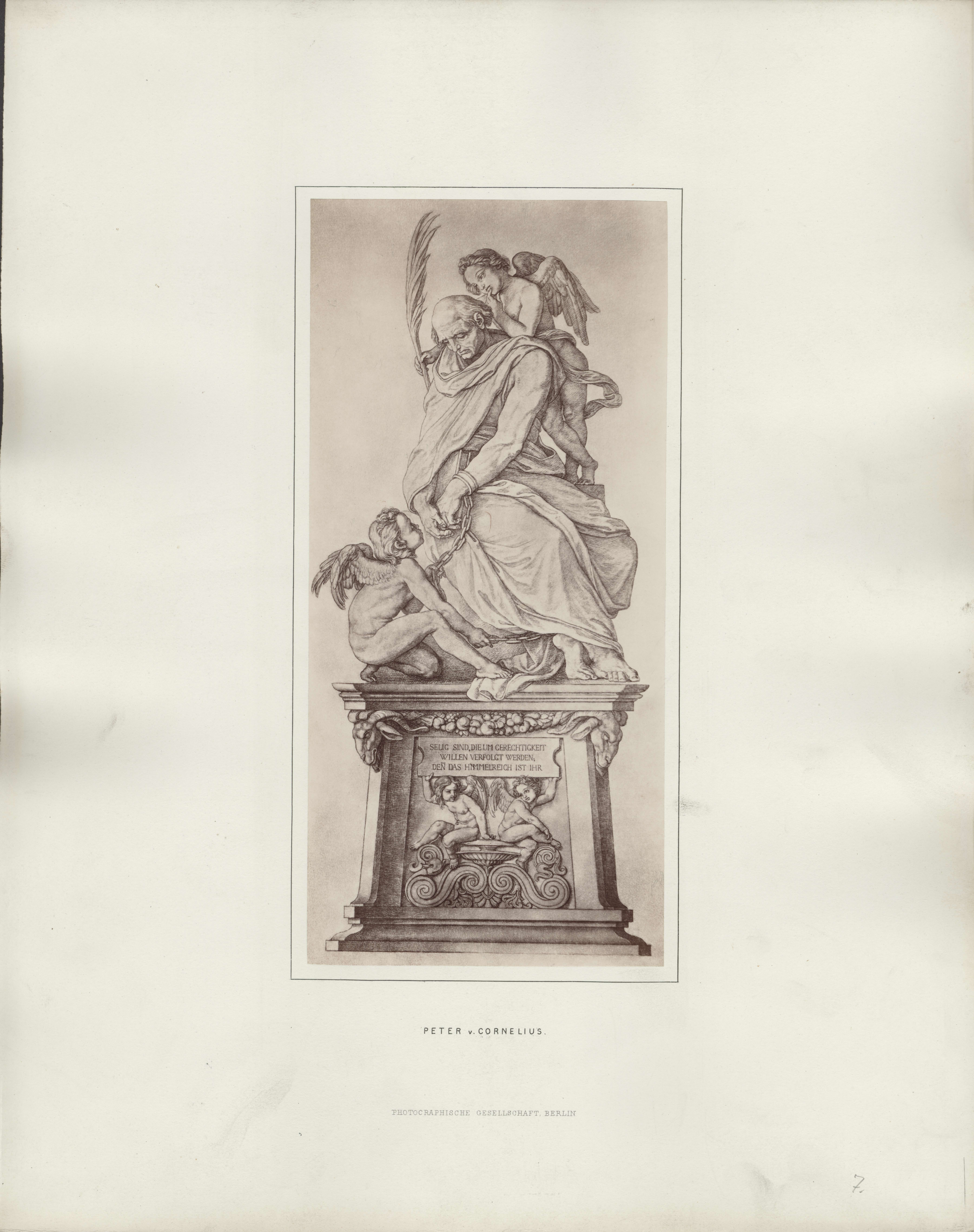
„Selig sind, die um der Gerechtigkeit willen verfolgt werden, denn das Himmelreich ist ihr.“
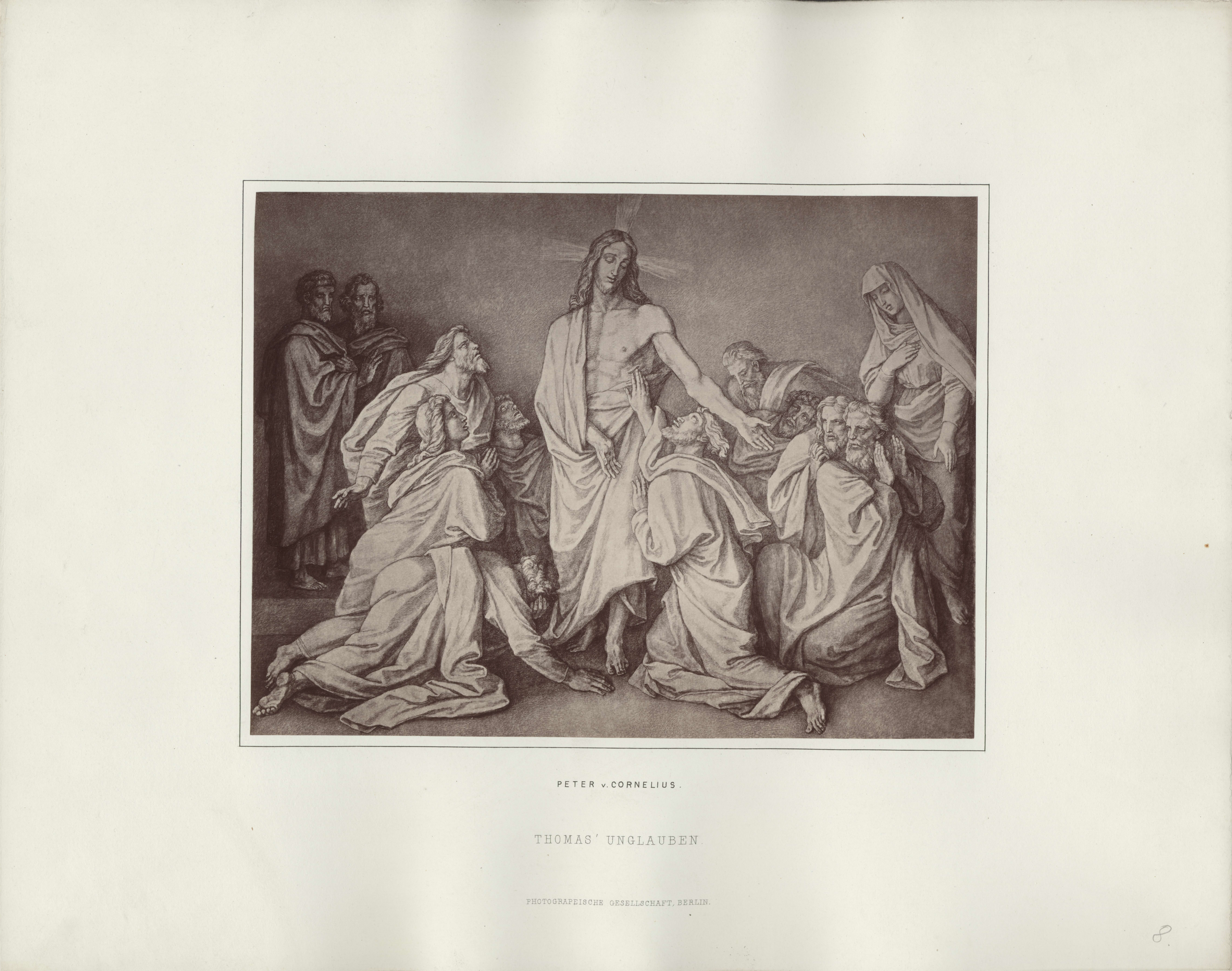
Thomas’ Unglauben
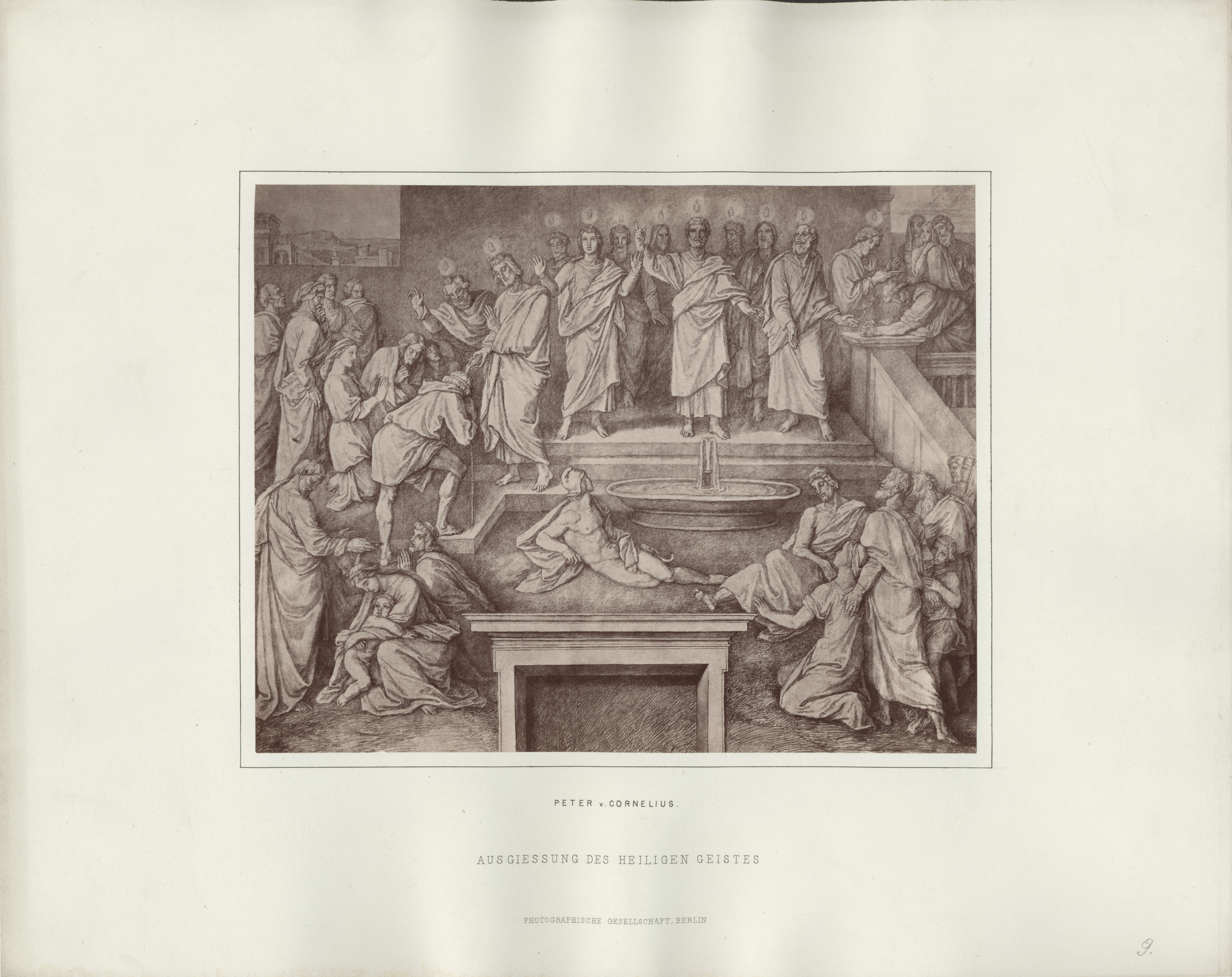
Ausgiessung des heiligen Geistes

## Die Fürstengruft im neuen Berliner Dom
Ein Neubau des Berliner Doms erfolgte erst viel später nach Plänen des Architekten Julius Raschdorff, 1894. Dabei wurde der von Stüler entworfene Campo Santo abgerissen. Für die Grabdenkmäler der Familie Hohenzollern wurde im Untergeschoss des neuen Berliner Doms eine Fürstengruft eingerichtet.